# Halles Mazerat
Les halles Mazerat, ou anciennement marché Saint-André ou marché des Gauds, est une halle situé à Saint-Étienne. Construites en 1872, elles ont connu une dernière rénovation, qui a abouti à une réouverture en septembre 2021.

## Histoire
La construction des halles Mazerat est décidée en 1869, sur un terrain appartenant au couvent des Ursulines,. Les travaux, dirigés de l'architecte de la ville, Louis Mazerat, se terminent en mars 1872, pour une ouverture le 25 mars 1872.
En 1935, des travaux de réfections sont entrepris sur les halles.
En 1961, un important incendie touche le bâtiment. Celui-ci induise une importante rénovation des halles entre 1964 et 1966, qui rajoute un bardage métallique extérieur autour des halles, avec une amélioration du réseau électrique, des entrées et du sol,. En 1988, le bardage extérieur est enlevé, pour retrouver le style original du bâtiment,. En 2001, du fait de la perte d'activité des halles, les étals centraux sont supprimés. Une nouvelle rénovation est faite à partir de 2007, menée par le groupe Casino. Cette importation rénovation, tant intérieure d'extérieur, qui permet l'accès aux caves ou encore l'installation d'une supérette italienne, rouvre le 13 septembre 2007. En 2019, un nouveau projet de rénovation, d'un coût de 5 millions d'euros, rentré sur un mix de restauration et de marché couvert, est menée par le groupe Biltoki avec le promoteur Inovy et pour architecte l'entreprise Cimaise, pour ouvrir le 3 septembre 2021.